# ピアノマン
ピアノマン（Piano Man）は、2005年4月にイギリスの海岸で保護された男性。当初身元が分からず、特異な境遇が世界中に報道されて話題となった。のちにドイツ出身の一般人アンドレアス・グラッセルと判明した。

## 人物
2005年4月8日、イングランドのケント州シアネスの浜辺で、びしょ濡れの黒いスーツとネクタイ姿の20代から30代の男性が発見された。病院に収容されたが、記憶喪失だったのか、いくつかの言語で話しかけても一言も話さなかった。また、衣服からラベルが取られており、身元を証明する物が何一つなく、個人情報が一切不明であった。
病院の関係者が男性に鉛筆と紙を渡したところ、精緻なグランドピアノの絵を描いた。そこで男性にピアノを弾かせてみると、上手に演奏した。ピアノ演奏が上手かったことから、「ピアノマン」と呼ばれるようになった。最初は地元メディアで報道されていただけだったが、5月にイギリスの放送局BBCで報道されると、その神秘的な境遇のため世界中から注目されるニュースとなり、世界中からピアノマンの身元に関する情報が寄せられた。なお、その際に男性の写真とピアノを描いた紙が公開された。
身元としてフランスのストリート・ミュージシャン説、チェコのロック・ピアニスト説、ノルウェーの留学生説などがあったが、いずれも否定された。一方でやらせ疑惑もあり、日本では同年6月4日より公開予定であったイギリス映画『ラヴェンダーの咲く庭で』の記憶喪失のヴァイオリニストが浜辺で発見されるというストーリーとピアノマンの境遇が酷似していたため、映画関係者による宣伝説も存在した（本国のイギリスでは既に公開終了していた）。また、ピアノ演奏の映像が公開されなかったため、ピアノの腕前にも疑問が持たれるようになった。
同年8月22日、イギリスの大衆紙『デイリー・ミラー』は、ピアノマンがドイツ人だと判明し、ドイツに帰国したと報じた。また、男性は記憶喪失の芝居をしていたのであり、ピアノが弾けるというのも嘘であるとした。
同日BBCは、ドイツ政府が男性の身元を確認したこと、ドイツに帰国済みであることを報じた。男性が入院していた病院は、男性は病状が改善したので退院したと発表した。8月24日、『デイリー・ミラー』は男性の両親のインタビューを掲載した。両親は男性が本当に記憶喪失だったのであり、ピアノの腕も上手であると異議を唱えた。

2009年8月23日に放送された『追跡!あのニュースの続き』第1回で、アンドレアスのその後について触れられた。

## ピアノマンを題材とした作品
- 『The Piano Man』 - 初演2014年。ロンドンの劇団「AllthePigs（英語版）」による舞台[5]。